# 청량고등학교
청량고등학교(淸凉高等學校)는 대한민국 서울특별시 동대문구 청량리동에 있는 공립 고등학교이다.

## 학교 연혁
- 1982년 3월 1일 : 설립인가(45학급)
- 1982년 3월 1일 : 남상호 초대 교장 취임
- 1982년 3월 4일 : 제1회 입학식(15학급 920명)
- 1982년 4월 2일 : 개교식
- 1985년 2월 13일 : 제1회 졸업식(880명)
- 1997년 11월 12일 : 체육관 증축 2,096m2
- 1998년 3월 2일 : 특수학급 개설(1학급)
- 2000년 3월 1일 : 남녀공학으로 전환
- 2002년 7월 19일 : 정보관 신축 4,957m2
- 2010년 2월 : 자율형공립학교 지정(교육과학기술부)
- 2011년 3월 1일 : 자율형 공립학교 출범
- 2011년 4월 1일 : 교훈 개정(誠實, 創意, 開拓) 및 교훈비 건립
- 2016년 3월 : 자율형 공립고 2기 출범
- 2025년 3월 1일 : 제16대 맹홍열 교장 취임
- 2025년 2월  : 제41회 졸업식(10학급 275명, 누계 22,786명)

## 참고 자료
- 청량고등학교 - 한국교육학술정보원 학교알리미